# Peter Sinnerud

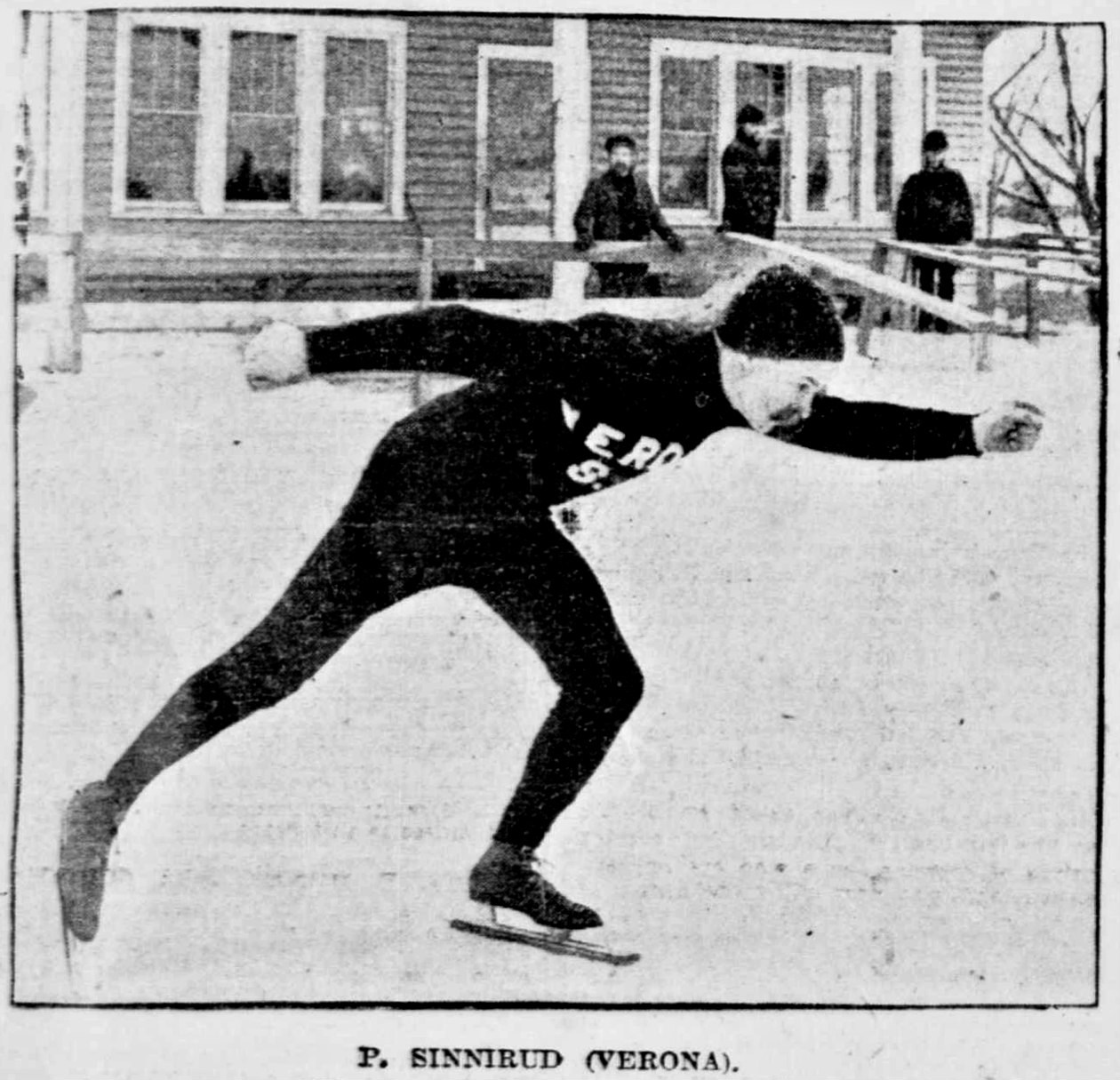
Sinnerud representerandes Verona Lake Skating Club i New Jersey, USA.

Peter Sinnerud, född 4 januari 1876 i Stange, Norge, död 22 mars 1972 i Hamar, Norge var en norsk skridskoåkare som tävlade både som amatör och professionellt.

## Biografi
Peter Sinnerud var en av pionjärerna inom skridskosporten och tillhörde skaran av världens bästa åkare under mitten av 1890-talet. Under VM i Hamar, Norge 1895 blev han den förste någonsin att gå i mål under 19 minuter på distansen 10 000 meter, även om rekordet slogs senare samma dag av holländaren Jaap Eden.
Under perioden 1895 till 1910 levde Sinnerud i USA där han tävlade i olika sammanhang. Han representerade bland annat Verona Lake Skating Club i Verona, New Jersey där han var klubbkamrat med den framstående amerikanske skridskoåkaren Morris Wood. Trots att Sinnerud var norrman så hänvisade den amerikanska pressen ofta till honom som "The Terrible Swede" ("den förfärlige svensken") på grund av hans rykte som snabbskrinnare och på grund av den svensk-norska unionen.